# Temporada 1969-70 de los Atlanta Hawks
La temporada 1969-70 fue la segunda de los Atlanta Hawks en la NBA en su nueva ubicación, la vigésimo primera en la liga y la vigésimo cuarta desde su fundación. La temporada regular acabó con 48 victorias y 34 derrotas, ocupando el primer puesto de la División Oeste, logrando clasificarse para los playoffs, cayendo en las finales de división ante Los Angeles Lakers.

## Elecciones en elDraft
| Ronda | Puesto | Jugador          | Posición  | Nacionalidad   | Universidad     |
| ----- | ------ | ---------------- | --------- | -------------- | --------------- |
| 1     | 10     | Butch Beard      | Base      | Estados Unidos | Louisville      |
| 2     | 25     | Wally Anderzunas | Ala-Pívot | Estados Unidos | Creighton       |
| 8     | 109    | Bob Christian    | Pívot     | Estados Unidos | Grambling State |
| 19    | 214    | Grady O'Malley   | Alero     | Estados Unidos | Manhattan       |

## Temporada regular
| x-Atlanta Hawks        | 48 | 34 | .585 | –  |
| x-Los Angeles Lakers   | 46 | 36 | .561 | 2  |
| x-Chicago Bulls        | 39 | 43 | .476 | 9  |
| x-Phoenix Suns         | 39 | 43 | .476 | 9  |
| Seattle SuperSonics    | 36 | 46 | .439 | 12 |
| San Francisco Warriors | 30 | 52 | .366 | 18 |
| San Diego Rockets      | 27 | 55 | .329 | 21 |

## Playoffs

### Semifinales de División
Atlanta Hawks vs. Chicago Bulls 
| Fecha       | Partido                              | Ciudad  |
| ----------- | ------------------------------------ | ------- |
| 25 de marzo | Atlanta Hawks 127, Chicago Bulls 111 | Atlanta |
| 28 de marzo | Atlanta Hawks 124, Chicago Bulls 104 | Atlanta |
| 31 de marzo | Chicago Bulls 101, Atlanta Hawks 106 | Chicago |
| 3 de abril  | Chicago Bulls 131, Atlanta Hawks 120 | Chicago |
| 5 de abril  | Atlanta Hawks 113, Chicago Bulls 107 | Atlanta |
|             | Atlanta Hawks gana las series 4-1    |         |

### Finales de División
Atlanta Hawks vs. Los Angeles Lakers
| Fecha       | Partido                                   | Ciudad      |
| ----------- | ----------------------------------------- | ----------- |
| 12 de abril | Atlanta Hawks 115, Los Angeles Lakers 119 | Atlanta     |
| 14 de abril | Atlanta Hawks 94, Los Angeles Lakers 105  | Atlanta     |
| 17 de abril | Los Angeles Lakers 115, Atlanta Hawks 114 | Los Ángeles |
| 19 de abril | Los Angeles Lakers 133, Atlanta Hawks 114 | Los Ángeles |
|             | Los Angeles Lakers gana las series 4-0    |             |

## Estadísticas
| Rk | Jugador        | Edad | P  | PT | MP   | TC   | TCI  | %TC  | TL  | TLI | %TL   | RB   | AS  | FP  | PTS  |
| -- | -------------- | ---- | -- | -- | ---- | ---- | ---- | ---- | --- | --- | ----- | ---- | --- | --- | ---- |
| 1  | Bill Bridges   | 30   | 82 |    | 39.9 | 5.4  | 11.4 | .475 | 4.0 | 5.5 | .734  | 14.4 | 4.2 | 3.6 | 14.8 |
| 2  | Lou Hudson     | 25   | 80 |    | 38.6 | 10.4 | 19.6 | .531 | 4.6 | 5.6 | .824  | 4.7  | 3.5 | 2.8 | 25.4 |
| 3  | Walt Bellamy   | 30   | 23 |    | 37.2 | 6.1  | 12.5 | .491 | 3.3 | 5.4 | .605  | 13.5 | 3.8 | 4.2 | 15.5 |
| 4  | Joe Caldwell   | 28   | 82 |    | 34.8 | 8.2  | 16.2 | .507 | 4.6 | 6.7 | .688  | 5.0  | 3.5 | 3.1 | 21.1 |
| 5  | Walt Hazzard   | 27   | 82 |    | 33.6 | 6.0  | 12.9 | .467 | 3.3 | 4.0 | .809  | 4.0  | 6.8 | 3.2 | 15.3 |
| 6  | Jim Davis      | 28   | 82 |    | 32.0 | 5.3  | 11.5 | .464 | 2.9 | 3.9 | .755  | 9.7  | 2.9 | 4.1 | 13.6 |
| 7  | Gary Gregor    | 24   | 81 |    | 19.8 | 3.5  | 8.2  | .433 | 1.1 | 1.4 | .779  | 4.9  | 0.8 | 2.0 | 8.1  |
| 8  | Don Ohl        | 33   | 66 |    | 14.9 | 2.7  | 5.6  | .473 | 0.9 | 1.1 | .806  | 1.1  | 1.5 | 1.7 | 6.2  |
| 9  | Butch Beard    | 22   | 72 |    | 13.1 | 2.5  | 5.4  | .467 | 1.9 | 2.3 | .828  | 1.9  | 1.7 | 1.7 | 7.0  |
| 10 | Dave Newmark   | 23   | 64 |    | 9.6  | 2.0  | 4.6  | .429 | 0.9 | 1.2 | .766  | 2.7  | 0.7 | 2.0 | 4.9  |
| 11 | Richie Guerin  | 37   | 8  |    | 8.0  | 0.4  | 1.4  | .273 | 0.1 | 0.1 | 1.000 | 0.3  | 1.5 | 1.1 | 0.9  |
| 12 | Gene Tormohlen | 32   | 2  |    | 5.5  | 1.0  | 2.0  | .500 | 0.0 | 0.0 |       | 2.0  | 0.5 | 1.5 | 2.0  |
| 13 | Grady O'Malley | 21   | 24 |    | 4.7  | 0.9  | 2.5  | .350 | 0.3 | 0.8 | .421  | 1.1  | 0.4 | 0.5 | 2.1  |

## Galardones y récords
| Jugador      | Galardón                                        |
| Lou Hudson   | 2.º Mejor quinteto de la NBA All-Star           |
| Bill Bridges | 2.º Mejor quinteto defensivo de la NBA All-Star |
| Joe Caldwell | 2.º Mejor quinteto defensivo de la NBA All-Star |